# Aki Kuroda (musicista)
Aki Kuroda (in giapponese 黒田アキ o 黒田明比古) (Osaka, ...) è una musicista giapponese.

## Biografia
Si è laureata alla Tokyo National University of Fine Arts and Music Archiviato il 23 gennaio 1998 in Internet Archive. e in seguito si è perfezionata con Bruno Mezzena. Nel 1982 ha iniziato la sua carriera di pianista. Tra i suoi riconoscimenti più importanti figurano 
- il primo premio al Concorso di musica francese nel 1993 in Giappone
- il premio speciale per l'interpretazione al Concorso Xavier Montsalvatge nel 1995 in Spagna
- il primo premio al Concorso di musica contemporanea nel 1997 in Giappone

Si è dedicata in particolare alle opere di compositori del Novecento quali Tōru Takemitsu, Regis Campo (di cui ha eseguito la prima del Concerto per pianoforte) e soprattutto Astor Piazzolla. Si è esibita anche con importanti orchestre quali la Tokyo Symphony Orchestra e la Kanagawa Philharmonic Orchestra. 
Ha anche eseguito adattamenti per pianoforte solo di brani degli Emerson, Lake & Palmer, apprezzati dallo stesso Keith Emerson (in particolare la suite di Tarkus).
Nel 2002 ha lavorato con Nobuo Uematsu alla colonna sonora del videogioco Final Fantasy X, di cui ha registrato la Piano Collection. 
Attualmente risiede a Milano.